# Duda (okręg Harghita)
Duda – wieś w Rumunii, w okręgu Harghita, w gminie Subcetate. W 2011 roku liczyła 38 mieszkańców.